# Gentilly, Val-de-Marne

Gentilly este o comună în departamentul Val-de-Marne, Franța. În 2009 avea o populație de 17,476 de locuitori.